# Магазин «Империя»
«Магазин „Империя“» (англ. Empire Records) — американская молодёжная трагикомедия Аллана Мойла 1995 года. В фильме показан один день из жизни музыкального магазина. Во время своего первоначального выхода фильм провалился в прокате, однако позже приобрёл культовый статус.

## Сюжет
«Империя» — большой независимый музыкальный магазин под управлением менеджера Джо Ривза, торгующий виниловыми пластинками, аудиокассетами и CD-дисками. Магазин испытывает финансовые трудности и всё идёт к тому, что его поглотит большая сеть музыкальных магазинов. В этом случае «Империя» потеряет своё лицо и превратится в один из множества магазинов этой сети. Джо не спешит рассказывать об этом своим сотрудникам, чтобы не расстраивать их.
В один из дней честь закрывать магазин выпадает Лукасу. Он должен посчитать выручку и сдать её в банк. Неожиданно Лукас обнаруживает бумаги, свидетельствующие о подготовке передачи магазина музыкальной сети. Он решает помочь Джо сохранить магазин. Лукас берёт всю выручку в размере $9000 и отправляется в казино в Атлантик-Сити, где всё проигрывает.
Наступает утро следующего дня. Менеджер магазина Джо узнаёт, что деньги в банк не поступили, а сам Лукас пропал. Помимо всего прочего, в этот день в магазин должна прибыть поп-звезда из прошлого Рекс Мэннинг. Мэннинг выпустил новый альбом, и в магазине «Империя» должна пройти его автограф-сессия. По этому случаю сотрудники магазина в своём кругу назвали этот день «Днём Рекса Мэннинга». Эй Джей, один из работников магазина, собирается признаться в любви Кори, с которой он дружит уже много лет. Для самой Кори этот день также важен. Она с детства была влюблена в Рекса Мэннинга и всегда мечтала стать его женой. Теперь же она хочет, чтобы кумир её жизни лишил её невинности. Её подруга и коллега по работе Джина по этому поводу даже разрешает Кори надеть свой счастливый лифчик. В магазине работает большое количество и других чудаковатых персонажей. Например, Марк, мечтающий создать свою рок-группу, или Дебра, депрессивная девушка, склонная к суициду. Попутно в течение дня магазин несколько раз пытается ограбить подросток, называющий себя Уорреном Битти.
Ближе к концу рабочего дня сотрудники магазина начинают «скидываться» своими личными деньгами, чтобы попытаться погасить задолженность магазина. Однако этих денег не хватает, чтобы покрыть недостачу в $9000. В конце концов вся команда организовывает в магазине благотворительную вечеринку.

## В ролях
- Энтони Лапалья — Джо Ривз
- Рори Кокрейн — Лукас
- Джонни Уитворт — Эй Джей
- Лив Тайлер — Кори Мэйсон
- Рене Зеллвегер — Джина
- Робин Танни — Дебра
- Итан Эмбри — Марк
- Койот Шиверс — Берк
- Джеймс «Кимо» Уиллс — Эдди
- Брендан Секстон III — Уоррен
- Максвелл Колфилд — Рекс Мэннинг
- Деби Мейзар — Джейн
- Бен Боуд — Митчел Бек

## Производство
Фильм был сильно порезан во время постпродакшна. Было вырезано около 40 минут. Действие сюжета сокращено с двух до одного дня. Из фильма пропало три персонажа, в частности герой Тоби Магуайра.

## Саундтрек
Поскольку действие фильма происходит в музыкальном магазине, в фильме содержится обширный саундтрек. Музыкальное наполнение варьируется от поп-музыки до альтернативного рока.

### Список композиций официального CD
1. Gin Blossoms — «Til I Hear It from You»
2. The Cranberries — «Liar»
3. Edwyn Collins — «A Girl Like You»
4. The Martinis — «Free»
5. Toad the Wet Sprocket — «Crazy Life»
6. The Innocence Mission — «Bright As Yellow»
7. Better Than Ezra — «Circle of Friends»
8. Ape Hangers — «I Don’t Want to Live Today»
9. Cracker — «Whole Lotta Trouble»
10. The Meices — «Ready, Steady, Go»
11. Drill — «What You Are»
12. Lustre — «Nice Overalls»
13. Please — «Here It Comes Again»
14. Evan Dando — «The Ballad of El Goodo»
15. Coyote Shivers — «Sugarhigh»
16. The Cruel Sea — «The Honeymoon Is Over» (только на австралийском и немецком издании)

### Прочие композиции прозвучавшие в фильме
- Dirt Clods — «Can’t Stop Losing Myself»
- Body Count — «Hey Joe»
- Noah Stone — «Dark and Brooding»
- Quicksand — «Thorn in My Side»
- Ass Ponys — «Little Bastard»
- Sacrilicious — «I Don’t Know Why»
- Real — «Real»
- AC/DC — «If You Want Blood (You’ve Got It)»
- Dishwalla — «Counting Blue Cars»
- Throwing Muses — «Snakeface»
- Full Tilt Gonzo — «Candy»
- The Cranberries — «How»
- Pegboy — «Hardlight»
- Fig Dish — «Chew Toy»
- Fitz of Depression — «Power Shack»
- GWAR — «Saddam A Go-Go»
- Loose Diamonds — «Backdown Blues»
- Mouth Music — «Tomorrow»
- Sponge — «Plowed»
- Billy White Trio — «Surround You»
- Adolescents — «L.A. Girl»
- Dead Hot Workshop — «Vinyl Advice»
- The The — «This Is the Day»
- Rex Manning — «Say No More, Mon Amour»
- Poster Children — «She Walks»
- Sybil Vane — «Sorry»
- Mouth Music — «Infinity»
- The Flying Lizards — «Money (That’s What I Want)»
- Coyote Shivers — «Sugar High»
- Queen Sarah Saturday — «Seems»
- Dire Straits — «Romeo and Juliet»
- The Buggles — «Video Killed the Radio Star»
- Suicidal Tendencies — «I Shot the Devil»
- BulletBoys — «Smooth Up in Ya»
- Daniel Johnston — «Rock 'n' Roll/EGA»

## Приём
Фильм плохо шёл в прокате и во время своего выхода получил практически повсеместно негативные отзывы. На сайте Rotten Tomatoes рейтинг свежести фильма 26 % на основе 23 рецензий. Консенсусное мнение сайта гласит: «Несмотря на потрясающий саундтрек и сильную раннюю игру Рене Зеллвегер, «Магазин „Империя“» в остальном глупая и предсказуемая подростковая трагикомедия».
Роджер Эберт назвал фильм «безнадёжным делом», хотя и отметил, что у некоторых молодых актёров, возможно, есть будущее в кинематографе. TV Guide поставил фильму 2 звезды из 5, назвав его «убогой комедией». В Variety картину описали как «саундтрек в поисках фильма».
Однако со временем фильм приобрёл культовый статус.
В 2003 году фильм вышел на DVD. На этом издании в него были добавлены 4 вырезанные сцены и некоторое количество дополнительных кадров. Хронометраж картины таким образом был увеличен почти на 17 минут. Также на диск был добавлен видеоклип несуществующей поп-звезды прошлого Рекса Мэннинга на песню «Say No More, Mon Amour». Видео было снято ещё до начала съёмок самого фильма. Перед режиссёром стояла задача снять небольшое 17-секундное танцевальное видео, которое потом должно было быть использовано в фильме, но за день работы был снят полноценный видеоклип. В 2015 году к 20-летию фильма он был выпущен на Blu-ray.
«День Рекса Мэннинга» стал интернет-мемом. Фанаты фильма отмечают его 8 апреля (по сюжету фильма именно в этот день Рекс Мэннинг посещает магазин «Империя»). Хештег #RexManningDay обычно в это время выходит в тренды «Твиттера».